# Kohoutovické lesy
Kohoutovické lesy obklopují téměř ze všech stran městskou část Brno-Kohoutovice. Zůstalo zde také zachováno několik fragmentů lesního porostu, které se nachází uprostřed zástavby sídlišť panelových a rodinných domů. Nejedná se o dodatečně uměle vysazenou městskou zeleň, ale pozůstatky poměrně přírodě blízkých lesů. Tyto plochy lesního porostu, úzce sousedící se zástavbou městské části, nacházející se na jejím okraji či přímo uprostřed ní, mají společného majitele, kterým je společnost majitelů lesa Singularisté. 

## Historie majetkových poměrů
Společenství majitelů lesů v Kohoutovicích neoficiálně fungovalo již v dobách, kdy Kohoutovice byly vesnicí tvořenou několika selskými usedlostmi. Tehdy existovalo 16 vlastníků kohoutovických lesů, přičemž bylo ze zákona zakázáno vlastnictví dělit na několik podílů; pozemek lesa vždy zdědil pouze jeden, většinou nejstarší z potomků gruntu.
Po druhé světové válce se povinnost pevného počtu vlastníků začala uvolňovat a majetek lesa byl tak postupně rozdrobován. Zanedlouho však došlo k nástupu komunistické strany k moci a tyto soukromé pozemky lesa byly zestátněny. Během 40 let komunistického režimu patřily kohoutovické lesy pod správu organizace Zeleň města Brna. Po roce 1989 byly lesy v rámci majetkových restitucí opět vráceny do rukou Singularistů, avšak ve značně poškozeném stavu. Za vlády komunismů s jeho materialistickým přístupem k přírodnímu kapitálu bez ohledu na trvale udržitelný stav byly kohoutovické lesy využívány především k produkci dřevní hmoty. Lesy byly tedy vytěžené, poškozené a znečištěné. Nedbalo se prý příliš na jejich stav. V 70. letech 20. století započala výstavba kohoutovického sídliště a pro možnost jeho rozšíření bylo vykáceno cca 10 ha kohoutovických lesních porostů z původních 43 ha. V prostoru zbylých 33 ha vznikaly prý na mnoha místech skládky stavebního materiálu či odpadu.
Po majetkových restitucích se vlastnictví lesů „rozdrobilo“ mezi větší počet pozůstalých dědiců a při každém odkázání majetku se stále více dělí. Nyní existuje 33 podílníků, přičemž každý vlastní jinak velkou část pozemků. 

## Funkční poslání lesa
Kohoutovické lesy jsou pověřeny mimoprodukčním posláním, jímž jsou míněny funkce půdoochranné, vodohospodářské, hygienické, klimatické, rekreační atd. Konkrétně se řadí mezi kategorii s označením Lesy příměstské a lesy se zvýšenou funkcí rekreační. U těchto lesů je dle Ministerstva zemědělství veřejný zájem na zlepšení a ochraně životního prostředí. Se zhoršováním životního prostředí roste potřeba a význam lesních porostů, obzvláště těch přirozených a přírodě blízkých, mezi než lze zařadit i lesy kohoutovické, jakožto ekologického stabilizátora přírodního prostředí a trvale udržitelné podoby krajiny.

## Stav lesního hospodaření
V horní etáži kohoutovických lesů se nachází vysokokmenný les (kmenovina). Negativní stránkou věci však je, že se jedná o věkové monokultury, tedy porosty, kde byly stromy vysázeny přibližně ve stejný čas. Věkové monokultury jsou následkem pasečného způsobu hospodaření, který lesní porosty mýtí a následně obnovuje plošně. Existuje několik forem pasečného mýcení, avšak z ekologického hlediska nejsou příliš vhodné, neboť více zatěžují ekologickou stabilitu lesa. Kohoutovické lesy jsou tvořeny několika oddělenými lesními útvary, přičemž tyto lesní porosty mají odlišný průměrný věk. Nejjižnější lesní porost Hrubá Zmola tvoří kohoutovický lesopark. Zde roste poměrně mladá 40letá čistá kmenovina borovice černé (Pinus nigra), jež sem byla vysazena v 70. letech po výstavbě zdejšího sídliště. Největší část lesoparku však, stejně jako části Lesík a Kradruby, tvoří vysokokmenný les starý asi 90 let. Přibližně stejně velkou rozlohu zabírají útvary nazývané Žlíbky a Zadlouží u Zabitého s věkem stromů okolo 100 let. Plošně největší jsou cca 60leté porosty s názvem Zadlouží a Sekerky. Všechny rozlehlejší útvary Kohoutovických lesů tvořeny kmenovinou (ač věkově víceméně stejnorodou) pouze ve své horní etáži. Ve spodní etáži se v posledních dvou desítkách let stále více rozmáhá nízký les zvaný pařeziny – tedy výmladkový způsob obnovy. To také naznačuje druhové složení těchto porostů, porost výmladkový a tedy i sdružený dokážou vytvořit pouze listnaté dřeviny s výmladnou schopností (tzn. schopností obrážet pařezy). Jedněmi z nich je také dub letní (Quercus robur), který v kohoutovických lesích převažuje v příměsi habru obecného (Carpinus betulus) a javoru mléče (Acer platanoides).
Poslední listnaté kmenoviny byly v Kohoutovických lesích zakládány cca před 50 lety. Po roce 1989 k výsadbě nových mladých stromků již nedocházelo z důvodu nedostatku financí. V dnešní době jsou tyto lesy obhospodařovány způsobem výmladkovým.
Princip pěstování pařezin spočívá v tom, že dřeviny jsou káceny, seřezávány a osekávány blízko u země a z pozůstalých pařezů, popř. kořenů pak vyráží nové výmladky neboli vlky. Ty vzrostlé se pak dále prořezávají a periodicky kácí. Jde tedy o vegetativní (čili nepohlavní) samostatnou obnovu lesa, což znamená, že veškeré potřebné zásahy ze strany lesního hospodáře spočívají pouze prořezávkách, probírkách apod. Tento způsob hospodaření je tedy technicky, časově, ale především finančně nejméně náročný. Což je právě důvodem jeho aplikace v kohoutovických lesích, kde má v nynější době vlastnická společnost Singularistů velmi omezené možnosti obnovy lesa. Obecně je výmladkový hospodářský tvar lesa spojen se soukromým vlastnictvím lesů malé výměry. 

## Pařezinový způsob hospodaření
Relativní technická, časové a finanční nenáročnost není jedinou předností, kterou má výmladkový les neboli pařezina. Další výhodou (avšak ekologicky ne tolik významnou) je i poměrně rychlá produkce, daná relativně krátkou dobou obmytí, což je teoreticky stanovená plánovaná produkční doba lesa, tedy střední věk porostu, ve kterém je možné a smysluplné provést těžbu. Ten dále stanovuje obmytí u dubových pařezin, které jsou v kohoutovických lesích nejčastější, na cca 40 let, přičemž dubová kmenovina se obvykle mýtí až za 140 let. Důvodem je čerpání velkého množství živin přímo z živých pařezových a kořenových systémů. Avšak získané dřevo má značně sníženou jakost, je sukovité a spodní část kmene bývá velmi zakřivená. Z tohoto důvodu je možné jej využívat jako palivové dříví, které je hůře zpeněžitelné. Kohoutovické lesy však nejsou primárně určeny k výdělku produkce dřeva a z tohoto hlediska zde tedy není pařezinové hospodaření na závadu. Hlavním pozitivum nízkého lesa však spočívá především v ekologickém přínosu, který je pro jeho roli zeleně v trvale udržitelné podobě města mnohem podstatnější.
Nízké lesy mají i přírodní základ, neboť stromy s výmladkovou schopností se touto cestou přizpůsobují nestabilnímu substrátu, pravidelným polomům či okusu býložravci. S pomocí hospodaření člověka se pařeziny vyskytují ve střední Evropě již od neolitu. Díky krátké době obmytí je pařezina často prořezávána, mýcena a tedy prosvětlována a tak v průběhu času nabízí na různých místech světlé fáze lesa, které jsou vhodným přírodním prostředím a životním prostorem pro fotofilní (světlomilné) lesní druhy rostlin i živočichů. Díky zaměření na kmenovinu kvůli produkci řezivového dříví a převodům pařezin, které se pozvolna dějí od 18. století, nejvíce pak však ve století 20., byl zaznamenán úbytek jistých druhů rostlin a rostlin, které jsou na výmladkový les a jeho stanoviště vázány. Kupříkladu světlinoví motýli se vyskytují v čerstvě smýcených plochách a pozdější těžko prostupná houština je zase typickým prostředím pro druhy ptáků žijící v křovinách. Díky celkově menšímu zástinu je bohatě rozvinuto bylinné patro. Oproti kmenovinám jsou nízké lesy obecně druhově mnohem pestřejší. Pro zvýšení biodiverzity a zachování specifických druhů flóry a fauny je tedy pařezinové hospodaření zásadní.